# Coenraet Decker

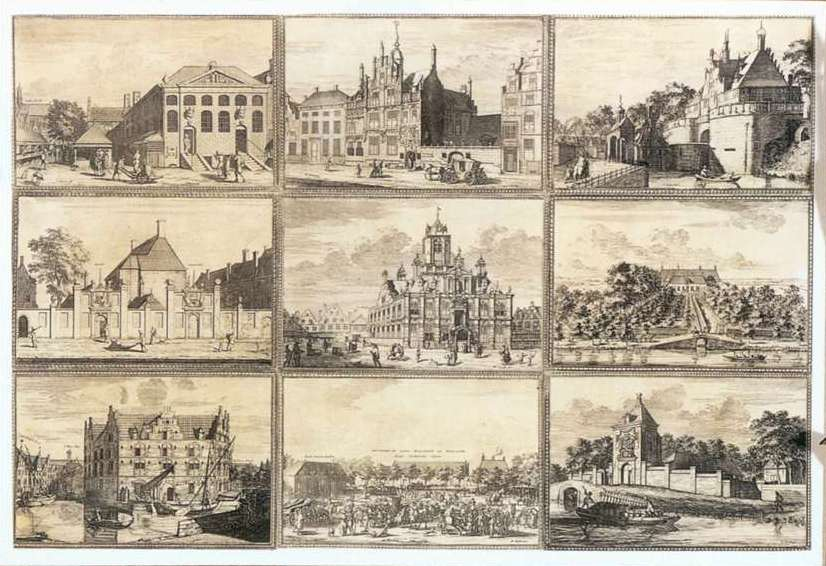
Nove immagini di edifici pubblici a Delft, 1678

Coenraet Decker (Amsterdam, 1650 – Amsterdam, 2 marzo 1685) è stato un incisore olandese.

## Biografia
Coenraet Decker nacque intorno al 1650, fu allievo di Romeyn de Hooghe.
Realizzo alcune tavole del Turris Babel di Athanasius Kircher nel 1679. La tavola più famosa del libro era quella della Torre di Babele stessa, basata su una precedente illustrazione di Lievin Cruyl.

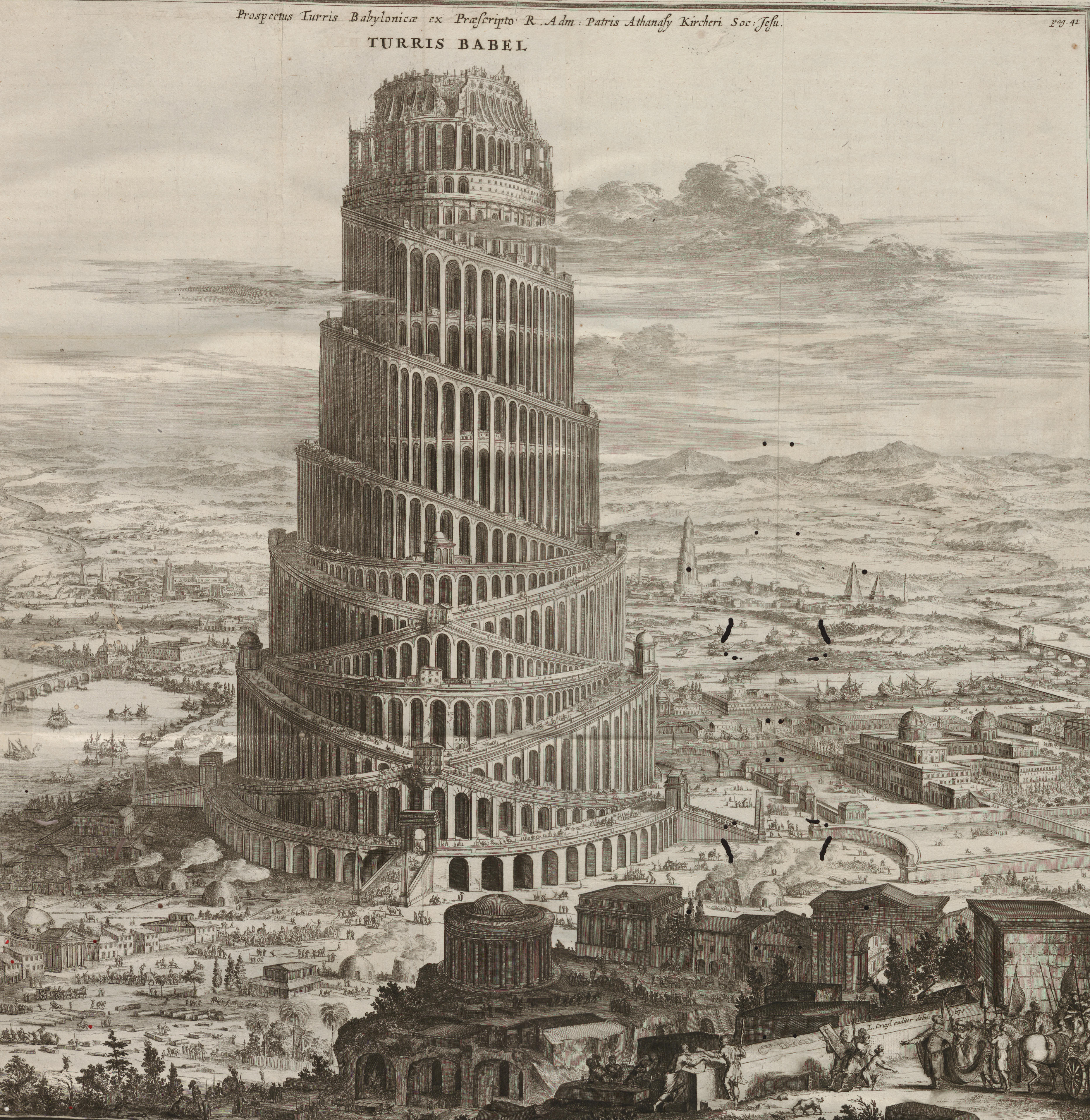
Illustrazione della Torre di Babele, 1679